# Lanternes en papier (tableau)
Lanternes en papier (en russe : Бумажные фонари) est un tableau du peintre russe Constantin Korovine (1861-1939), réalisé en 1896 (selon d'autres données en 1895 ou en 1898). Le tableau fait partie de la collection de la Galerie Tretiakov. Les dimensions du tableau sont de 79,5 × 33,2 cm, (selon d'autres données, 79,8 × 33 cm).

## Histoire et description
Le tableau représente une jeune femme vêtue d'une jupe noire et d'une blouse rouge vif occupée à allumer des lanternes en papier multicolores. Il semble que ce soit sa future épouse Anna Iakovlevna Fidler qui ait servi de modèle pour le tableau. La coloration lumineuse des lanternes, combinées à la couleur vive de la blouse de la jeune femme, sur fond vert foncé forme une combinaison colorée contrastée que l'on ne retrouvait pas dans les toiles précédentes de Korovine. Au lieu de créer une harmonie de nuances soigneusement choisies, comme il le fait souvent, Korovine utilise délibérément des couleurs vives contrastées. Peut-être cette nouveauté dans son genre provient-elle de sa participation à des créations de décors pour le théâtre et l'opéra. Il a en effet participé à la création des décors, notamment pour des opéras de Gluck et de Rimski-Korsakov.
Jusqu'à la Révolution d'Octobre, le tableau se trouvait dans les collections de Vladimir Hirschmann.
Le tableau a été également exposé à l'exposition Constantin Korovine. peinture. théâtre. Pour les 150e anniversaire de sa naissance, qui a eu lieu du 29 mars 2012 au 12 août 2012, dans la salle de la Galerie Tretiakov, rue Krymski Val,. Le tableau Lanternes en papier est devenu la carte de visite de l'exposition et est représentée sur l'affiche à l'entrée de celle-ci, et également sur la couverture du catalogue de l'exposition.

## Appréciations
La critique d'art Irina Nenarokomova, dans son ouvrage sur Constantin Korovine, cite ce tableau comme exemple de changement dans la manière créative de l'artiste dans la seconde moitié des années 1890, pour plus de luminosité et de décorativité :

« Korovine est attiré par la création de taches de couleurs lumineuses dans ses toiles. Un exemple à ce propos, c'est Lanternes en papier de 1898, qui nous est familière depuis l'enfance. C'est un sujet joyeux et léger : une jeune femme allume des lanternes en papier pour décorer son balcon. Le format de la toile est original, étroit et allongé verticalement (mais beaucoup plus petit, intime que Hammerfest. Aurore boréale (ru)), ce qui permet au spectateur de se concentrer sur la silhouette de la femme et sur les lanternes ou, pour être plus précis, sur les taches de couleur, sur la lumière qui sont beaucoup plus importantes que le sujet lui-même. La sensation impressionniste d'instantané est produite subtilement par l'artiste et confère un charme particulier à la toile. La couleur rouge chaude de la blouse et la teinte rosée de la lanterne contrastent avec la couleur de la lanterne bleue posée sur le sol et donnent à la toile une atmosphère encore plus joyeuse. Les taches de couleur vibrent chacune pour elle-même. La toile est à la fois décorative et impressionniste. »